# Oldřichov (Lipová)
Oldřichov (německy Ulrichsgrün) je zaniklá vesnice na území obce Lipová, v k. ú. Oldřichov u Lipové v okrese Cheb v Karlovarském kraji. Vesnice se nacházela při severozápadním okraji Českého lesa na úpatí Dyleně.
Oldřichov (Oldřichov u Lipové) je také název katastrálního území o rozloze o rozloze 5,08 km².

## Historie
Osadu založili v polovině 12. století markraběcí ministeriálové bratři Piligrimus a Udalricus de Egere. První písemná zmínka o osadě pochází z roku 1293, kdy se Albrecht Nothaft von Falkenau vzdal lenních práv a vesnice se stala majetkem chebských klarisek. V průběhu 15. a 16. století byl Oldřichov několikrát zpustošen a téměř zničen procházejícími vojsky. Po třicetileté válce se ves obnovila a rozšířila, včetně dvou mlýnů.. 

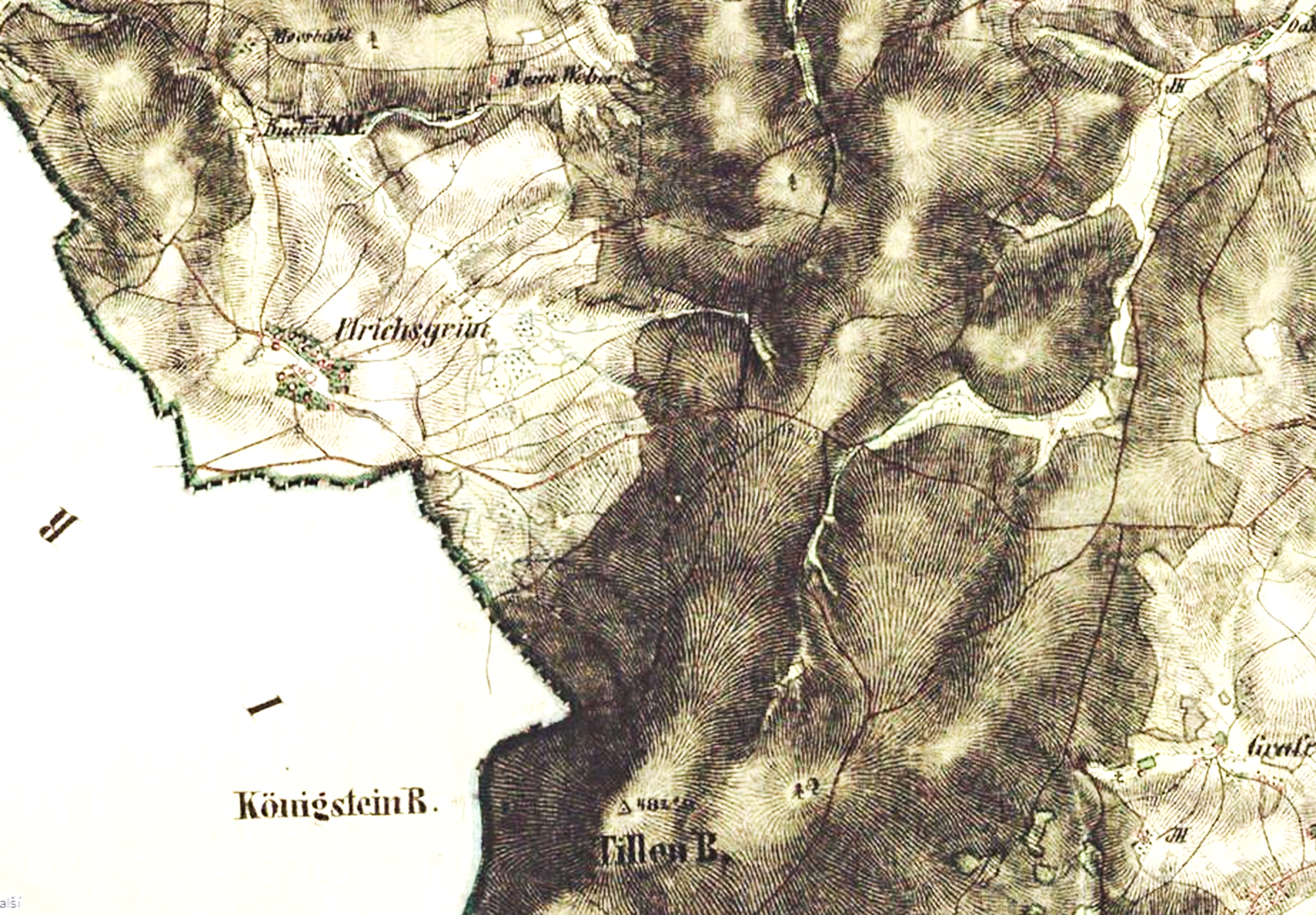
Oldřichov (Ulrichsgrün) severně od Dyleně na mapě z poloviny 19. století

Po zrušení kláštera chebských klarisek v roce 1782 se místní sedláci stali poddanými církevního dobročinného fondu Svaté Kláry. V roce 1850 byl Oldřichov administrativně připojen k Mýtině. Již kolem roku 1830 měla vesnice svého učitele a v roce 1839 byla postavena školní budova. V roce 1926 postavil na svahu Dyleně chebský alpský spolek horskou chatu, která se spolu s vesnickou hospodou U zelené louky stala oblíbeným výletním místem. Počátkem 30. let 20. století byla na úpatí Dyleně zřízena farmu s chovem stříbrných lišek.

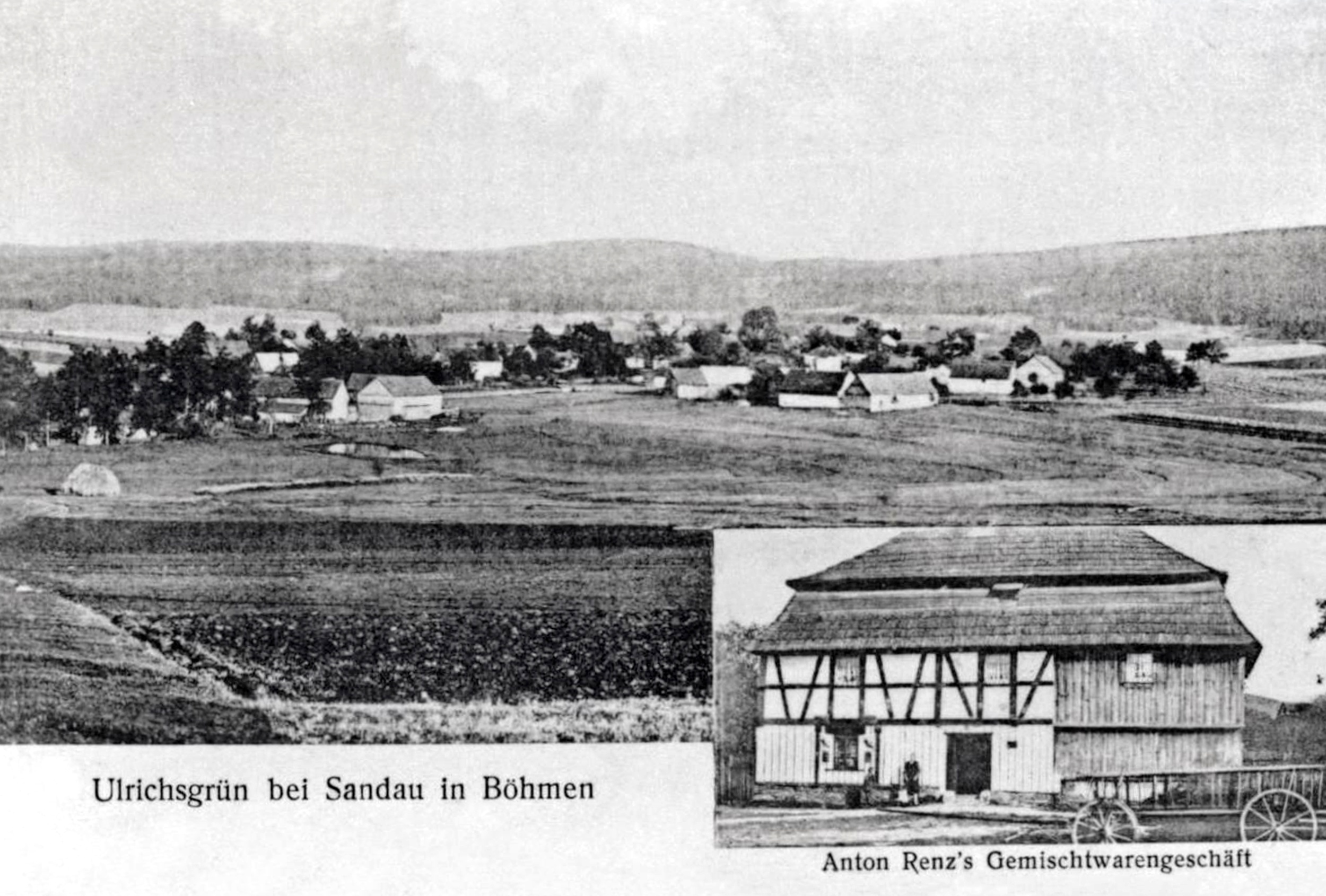
Oldřichov na dobové pohlednici

Po druhé světové válce postihl vesnici odsun německého obyvatelstva. Nejprve byli vysídleni původní němečtí obyvatelé a pak se Oldřichov částečně dosídlil. V roce 1948 však bylo vystěhováno devět Čechů, devět Němců a šest obyvatel jiné národnosti. Od roku 1951 tady začala působit 1. rota pohraničního útvaru Oldřichov, 1. praporu Dolní Žandov, brigády Planá.. Sestávala z několika postavených baráků a pohraničníci ještě využívali jeden velký oldřichovský statek. Po výstavbě nového pohraničního areálu pod Dylení se rota zrušila. Až do poloviny 60. let 20. století zůstal stát jeden velký statek využívaný pohraničníky. Ten však byl také zbořen a využit jako stavební materiál při stavbě chat důstojníků pohraniční stráže, kteří si začali v hraničním pásmu budovat svá rekreační sídla. V místech zaniklé vsi lze mezi stromy najít malé zbytky základů domů.
Územím zaniklé vesnice protéká Stebnický potok a prochází naučná stezka Stebnický potok.

## Obyvatelstvo
Při sčítání lidu v roce 1921 zde žilo 137 obyvatel, z toho 128 německé národnosti a devět cizozemců. K římskokatolické církvi se hlásilo všech 137 obyvatel.
| Rok            | 1869 | 1880 | 1890 | 1900 | 1910 | 1921 | 1930 | 1950 | 1961 | 1970 | 1980 | 1991 | 2001 | 2011 |
| -------------- | ---- | ---- | ---- | ---- | ---- | ---- | ---- | ---- | ---- | ---- | ---- | ---- | ---- | ---- |
| Počet obyvatel | 134  | 135  | 121  | 99   | 118  | 137  | 127  | 6    | —    | —    | —    | —    | —    | —    |
| Počet domů     | 25   | 25   | 25   | 26   | 26   | 24   | 27   | 27   | —    | —    | —    | —    | —    | —    |